# Michel Chapuis
Michel Chapuis (15. ledna 1930 – 12. listopadu 2017) byl francouzský varhaník.
Na pařížské konzervatoři studoval u Marcela Dupré. Na svých koncertech často uváděl díla německých a francouzských autorů 17. a 18. století. Natočil kompletní varhanní dílo J. S. Bach, D. Buxtehudeho, F. Couperina, N. de Grigny, J. Titelouze, a dalších. V letech 1986 až 1995 byl Profesorem Conservatoire National Supérieur v Paříži, jeho nástupci se stali Michel Bouvard a Olivier Latry.